# Лихтенеггер, Эльмар
Эльмар Лихтенеггер (нем. Elmar Lichtenegger; род. 25 мая 1974, Клагенфурт-ам-Вёртерзе) — австрийский легкоатлет, специалист по барьерному бегу. Выступал за сборную Австрии по лёгкой атлетике в 1996—2007 годах, обладатель серебряной медали чемпионата Европы в помещении, серебряный призёр Всемирной Универсиады, действующий рекордсмен страны в беге на 60 метров с барьерами, участник двух летних Олимпийских игр. Также известен как политик, депутат Национального совета Австрии.

## Биография
Эльмар Лихтенеггер родился 25 мая 1974 года в Клагенфурте, Австрия. Занимался лёгкой атлетикой в Фёлькермаркте, выступал за местный клуб VST.
С 1994 года выступал на крупных стартах национального уровня и вскоре вошёл в число сильнейших австрийских барьеристов, неоднократно выигрывал национальные первенства на дистанциях 110 и 60 метров.
В 1996 году в беге на 60 метров с барьерами дошёл до полуфинала на чемпионате Европы в помещении в Стокгольме. Благодаря череде успешных выступлений удостоился права защищать честь страны на летних Олимпийских играх в Атланте — в программе бега на 110 метров с барьерами не смог пройти дальше предварительного квалификационного этапа.
В 1997 году в 110-метровом барьерном беге дошёл до полуфинала на чемпионате мира в Афинах, занял пятое место на Всемирной Универсиаде в Катании.
В 1998 году бежал 60 метров с барьерами на чемпионате Европы в помещении в Валенсии и 110 метров с барьерами на чемпионате Европы в Будапеште.
В 1999 году в барьерном беге на 60 метров финишировал седьмым на чемпионате мира в помещении в Маэбаси. В барьерном беге на 110 метров на соревнованиях в Афинах установил свой личный рекорд — 13,33, также был пятым на Всемирных военных играх в Загребе, дошёл до полуфинала на чемпионате мира в Севилье.
В 2000 году показал четвёртый результат на чемпионате Европы в помещении в Генте. Принимал участие в Олимпийских играх в Сиднее — здесь остановился на стадии полуфиналов бега на 110 метров с барьерами.
В 2001 году финишировал шестым на чемпионате мира в помещении в Лиссабоне, стартовал на чемпионате мира в Эдмонтоне, завоевал серебряную награду на Всемирной Универсиаде в Пекине.
В 2002 году на домашнем чемпионате Европы в помещении в Вене выиграл серебряную медаль в беге на 60 метров с барьерами, установив при этом ныне действующий национальный рекорд Австрии — 7,44. Участвовал в чемпионате Европы в Мюнхене, где дошёл до полуфинала.
В 2003 году в 60-метровом барьерном беге стартовал на чемпионате мира в помещении в Бирмингеме. В этом сезоне Лихтенеггер провалил-допинг тест — его проба показала наличие анаболического стероида нандролона, в итоге спортсмена отстранили от участия в соревнованиях на 15 месяцев. Во время перерыва в карьере он проявил себя в политике, состоял в Национальном совете Австрии от Австрийской партии свободы, позднее перешёл в Альянс за будущее Австрии. Состоял в комитетах по спорту, национальной обороне и здравоохранению.
По окончании срока дисквалификации Эльмар Лихтенеггер возобновил спортивную карьеру, в частности в 2005 году стартовал на чемпионате Европы в помещении в Мадриде и на чемпионате мира в Мюнхене.
В 2006 году дошёл до полуфинала на чемпионате мира в помещении в Москве, участвовал в чемпионате Европы в Гётеборге.
В 2007 году среди прочего отметился выступлением на чемпионате Европы в помещении в Бирмингеме.
В 2008 году вновь был обвинён в нарушении антидопинговых правил, на сей раз его уличили в использовании норандростерона. В этот раз
Лихтенеггера дисквалифицировали пожизненно.